# Лексингтон (Мичиген)
Лексингтон (енгл. Lexington) град је у америчкој савезној држави Мичиген.

## Демографија
По попису из 2010. године број становника је 1.178, што је 74 (6,7%) становника више него 2000. године.
| Група             | 2000.         | 2010.         |
| Белци             | 1.079 (97,7%) | 1.144 (97,1%) |
| Афроамериканци    | 0 (0,0%)      | 3 (0,3%)      |
| Азијати           | 4 (0,4%)      | 4 (0,3%)      |
| Хиспаноамериканци | 17 (1,5%)     | 18 (1,5%)     |
| Укупно            | 1.104         | 1.178         |